# Wallsend

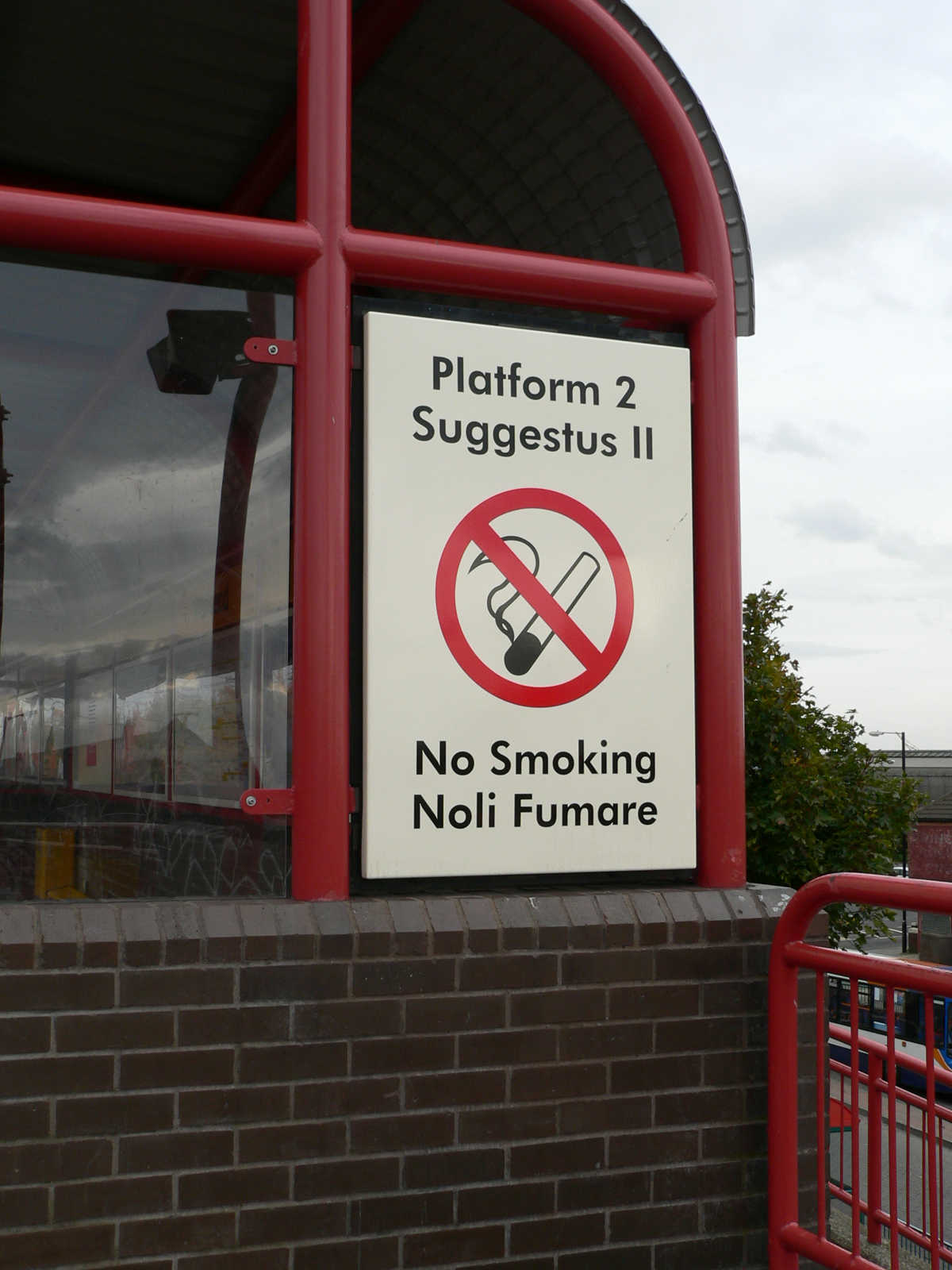
Napis na peronie po angielsku i po łacinie na stacji Wallsend w pobliżu Muru Hadriana w metrze w Tyne and Wear

Wallsend – miasto w Wielkiej Brytanii, w północno-wschodniej Anglii, w hrabstwie Tyne and Wear, w dystrykcie North Tyneside, położone na północnym brzegu rzeki Tyne. Miasto stanowi część aglomeracji Tyneside, leży ok. 5,6 km na wschód od centrum Newcastle. W 2011 roku liczyło 43 826 mieszkańców. 
Nazwa miasta wywodzi się od przechodzącego w pobliżu Wału Hadriana. Historyczne rzymskie pochodzenie miasta (dawne Segedunum) upamiętnione jest w wielu miejscach publicznych w postaci napisów łacińskich. Na budynku stacji metra Wallsend wiszą tablice informacyjne w języku angielskim i łacińskim. W muzeum "Fort Rzymski Segedunum" odbywają się pokazy historii Rzymu. Można też zobaczyć rekonstrukcje łaźni i fragmentu muru rzymskiego, który kiedyś stał w miejscu.
W Wallsend działa od 1904 roku klub piłkarski Wallsend Boys Club, który wypuścił wielu dobrych piłkarzy, takich, jak Peter Beardsley, Steve Bruce, Adam Campbell, Michael Carrick, Lee Clark, Fraser Forster, Brian Laws, Kevin McDonald, Alan Shearer, Steven Taylor czy Alan Thompson.

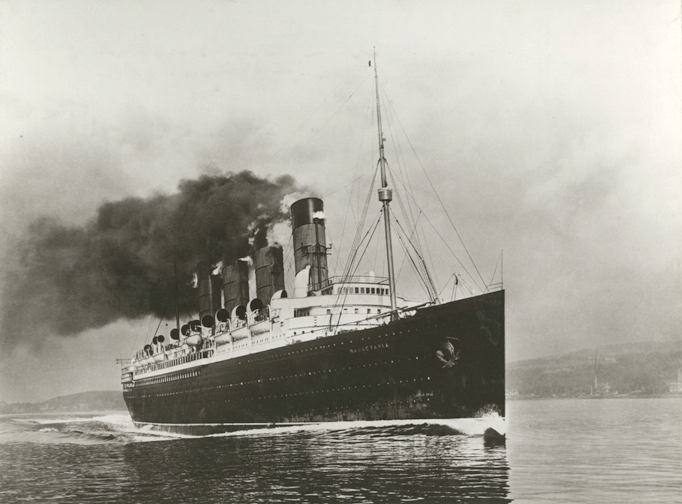
„Mauretania” zbudowana w 1906 w stoczni Swan Hunter & Wigham Richardson w Wallsend

W Wallsend funkcjonowała stocznia okrętowa Swan Hunter & Wigham Richardson, w której budowano m.in. luksusowe transatlantyki, takie jak RMS „Mauretania”, RMS „Carpathia” (ratująca rozbitków z „Titanica”), czy największy lodołamacz na świecie „Swiatogor” (później „Krasin”) zbudowany na zamówienie Rosji. Stocznia została zamknięta w 2007 roku. 
Opowieść o historii lokalnej społeczności oraz upadku przemysłu stoczniowego w Wallsend wraz z zamknięciem miejskiej stoczni stała się częścią musicalu i piosenki The Last Ship autorstwa Stinga, który urodził się i spędził tu dzieciństwo. Musical opowiada o  Gideonie Fletcherze, który rezygnuje z życia w przemyśle stoczniowym, aby podróżować po świecie.